# Malagueño
Malagueño är en ort i Argentina.   Den ligger i provinsen Córdoba, i den centrala delen av landet, 700 km nordväst om huvudstaden Buenos Aires. Malagueño ligger 568 meter över havet och antalet invånare är 9 364.
Terrängen runt Malagueño är huvudsakligen platt, men åt nordväst är den kuperad. Runt Malagueño är det ganska glesbefolkat, med 29 invånare per kvadratkilometer.. Närmaste större samhälle är Córdoba, 17,7 km öster om Malagueño.
Trakten runt Malagueño består till största delen av jordbruksmark.